# Isla de Bendor
Isla de Bendor (en francés: Île de Bendor) es una isla de la costa del departamento de Var situada en la comuna de Bandol, en el país europeo de Francia. Deshabitada y desértica hasta la década de 1950, fue comprada y convertida por el empresario Paul Ricard. Con una superficie de cerca de siete hectáreas, la isla privada posee hoteles, un centro de convenciones, restaurantes, tiendas, club de yates, un centro internacional de buceo y playas.